# Microphthalma cuzcana
Microphthalma cuzcana là một loài ruồi trong họ Tachinidae.